# Cissy Houston
Emily „Cissy” Houston, właśc. Emily Drinkard (ur. 30 września 1933 w Newark, zm. 7 października 2024 tamże) – amerykańska piosenkarka soul i gospel. Matka Whitney Houston.

## Życiorys
Jest najmłodsza z ośmiorga rodzeństwa. Gdy miała pięć lat, jej matka doznała udaru mózgu, a trzy lata później zmarła. Jej ojciec zmarł na raka żołądka w 1951.
Założyła zespół wokalny Drinkard Singers, a następnie Sweet Inspirations, z którym występowała jako chórek z artystami, takimi jak Elvis Presley czy Aretha Franklin. W 1969 rozpoczęła karierę solową wydaniem albumu pt. Presenting Cissy Houston, który zawierał kilka przebojów: „I’ll Be There” i „Be My Baby”. W 1979, reprezentując USA z utworem „You’re the Fire”, zajęła drugie miejsce na World Popular Song Festival, na którym zdobyła nagrodę Most Outstanding Perfomance. W 1996 i 1998 otrzymała nagrodę Grammy za najlepszy tradycyjny album soul gospel (za albumy Face to Face i He Leadeth Me).

## Życie prywatne
W 1954 wyszła za Freddiego Garlanda, jednak dwa lata później się rozwiedli. W 1959 wyszła za Johna Russella Houstona, a w 1963 urodziła córkę Whitney Houston, która zmarła 11 lutego 2012 roku w hotelu The Beverly Hilton w Los Angeles. 26 lipca 2015 po półrocznej śpiączce zmarła także jej wnuczka, Bobbi Kristina Brown.

## Dyskografia
Opracowano na podstawie materiału źródłowego.
- 1970: Presenting Cissy Houston
- 1977: Cissy Houston
- 1978: Think It Over
- 1979: Warning – Danger
- 1980: Step Aside For A Lady
- 1992: I’ll Take Care of You
- 1996: Face to Face
- 1997: He Leadeth Me
- 2001: Love Is Holding You
- 2012: Walk on By Faith